# Srbsko
Srbsko é uma comuna checa localizada na região da Boêmia Central, distrito de Beroun.